# Ariel Salas
Ariel Salas Sanzana (Santiago, Chile, 9 de octubre de 1976)  es un exfutbolista chileno. Jugaba de portero y militó en diversos clubes chilenos, entre ellos Colo-Colo, club donde se formó futbolísticamente.
En este momento es entrenador de fútbol en Colegio La Misión

## Selección nacional
Ha sido internacional con la Selección de fútbol de Chile, pero con la selección sub-17 y con la sub-20. Con la selección sub-17, participó en el Mundial de Fútbol Sub-17 de 1993, donde fue figura en la obtención del tercer lugar, del equipo de Leonardo Véliz. 2 años después, disputó con la selección sub-20 el Mundial de Fútbol Juvenil de 1995, donde titular en todos los partidos del equipo, que adiestraba en aquel entonces el propio Véliz.
| Mundial                | Sede  | Resultado     |
| ---------------------- | ----- | ------------- |
| Mundial Sub-17 de 1993 | Japón | Tercer lugar  |
| Mundial Sub-20 de 1995 | Catar | Primera ronda |

## Clubes
| Club                 | País  | Año       |
| -------------------- | ----- | --------- |
| Colo-Colo            | Chile | 1993-1996 |
| Magallanes           | Chile | 1997-2001 |
| Deportes Antofagasta | Chile | 2002-2007 |
| Deportes Ovalle      | Chile | 2005      |
| Deportes La Serena   | Chile | 2008      |